# Zsujta, Borsod-Abaúj-Zemplén
Zsujta este un sat în districtul Gönc, județul Borsod-Abaúj-Zemplén, Ungaria, având o populație de 182 de locuitori (2011). 

## Demografie
Componența etnică a satului Zsujta
     Maghiari (84,66%)
     Romi (12,5%)
     Slovaci (2,84%)
Componența confesională a satului Zsujta
     Reformați (41,76%)
     Romano-catolici (37,36%)
     Necunoscută (20,88%)
Conform recensământului din 2011, satul Zsujta avea 182 de locuitori. Din punct de vedere etnic, majoritatea locuitorilor (84,66%) erau maghiari, existând și minorități de romi (12,5%) și slovaci (2,84%). Nu există o religie majoritară, locuitorii fiind reformați (41,76%) și romano-catolici (37,36%). Pentru 20,88% din locuitori nu este cunoscută apartenența confesională.